# Francesco Ladatte

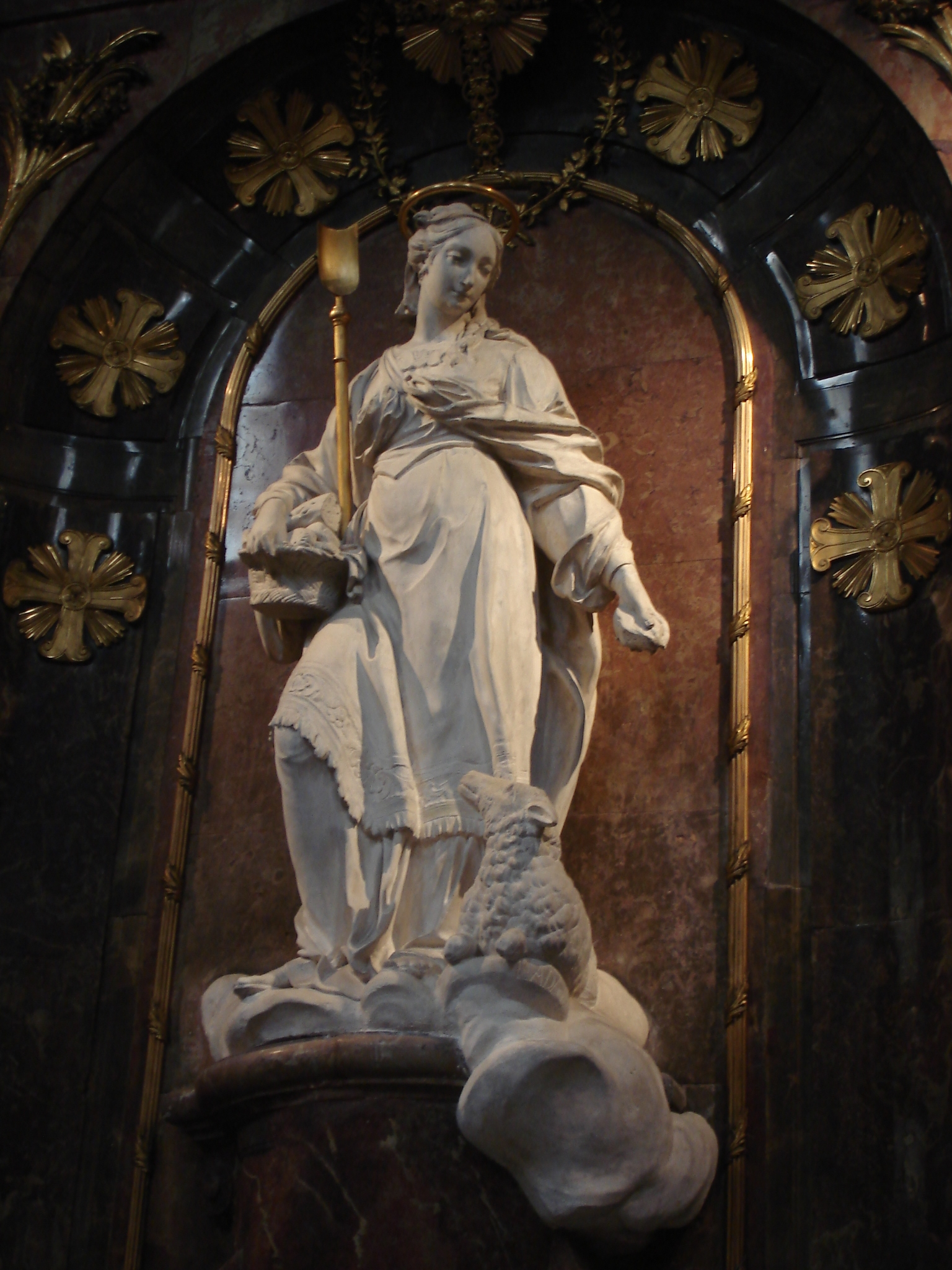
Santa Genoveffa, chiesa di Saint-Louis-en-l'Île (Parigi).

Francesco Ladatte, nato Francesco Ladetto (Torino, 9 dicembre 1706 – Torino, 18 gennaio 1787), è stato uno scultore italiano.

## Biografia
In gioventù lavorò al seguito del principe Vittorio Amedeo I di Savoia-Carignano, si trasferì a Parigi (ove francesizzò il cognome in Ladatte) al seguito del suo mecenate. Nel 1728, sempre in Francia, vinse il secondo premio di scultura dell'Accademia di Francia con l'opera Joram e Naaman; l'anno successivo ottenne il primo premio con Joachim re di Giuda.
Lavorò tra Torino, Roma e Parigi, prima di stabilirsi definitivamente nella capitale sabauda nel 1745, in qualità di Scultore in Bronzi di Sua Maestà. Tra il 1747 e il 1750 eseguì per volere della corte i piatti e i candelabri in argento utilizzati nella Palazzina di caccia di Stupinigi: per la stessa reggia, creò il celebre Cervo che sovrasta la cupola centrale. Nel 1752 veniva pagato 3700 lire per un Trono d'argento per l'esposizione del SS. Sacramento. È autore dei putti in bronzo nella Chiesa della Madonna del Carmine di Torino.
Attivo anche in altre località piemontesi, lavorò a Vicoforte e a Vercelli, presso la tomba del beato Amedeo IX di Savoia.
Dopo esser stato nominato professore alla Regia Accademia di pittura e scultura torinese nel 1778, morì per malattia il 18 gennaio 1787.